# Galhausen
Galhausen est un village de la commune belge de Saint-Vith (en allemand : Sankt Vith) située en Communauté germanophone et en Région wallonne dans la province de Liège.
Avant la fusion des communes de 1977, Galhausen faisait partie de la commune de Lommersweiler.
Le 31 décembre 2015, le village comptait 214 habitants.

## Situation
Galhausen est un petit village implanté principalement sur la rive gauche de la Braunlauf, un affluent de l'Our.
Le village se situe à 3,5 km au sud de la ville de Saint-Vith et à 1,5 km de la sortie n°15 de l'autoroute E42. L'altitude au pont sur la Braunlauf est de 430 m.

## Patrimoine
La chapelle de la Sainte-Famille a été bâtie en 1891 et 1892 dans un style néo-gothique. L'édifice est composé d'une seule nef de trois travées, d'un chevet à cinq pans et d'un clocheton carré. En outre, la chapelle possède un banc de communion en chêne sculpté datant de la fin de XIXe siècle et des baies ornées de vitraux. La chapelle est précédée du cimetière.
Le village compte une grotte située sur la rive droite de la Braunlauf.
À l'ouest du village, se trouve le tumulus de Schinkelsknopf (Das Hügelgrab in Schinkelsknopf) renfermant des tombes celtiques de l'âge du fer datées de 750 à 100 avant Jésus-Christ. Le tumulus est repris sur la liste du patrimoine immobilier classé de Saint-Vith depuis 2007.